# Iglesia de San Pedro Apóstol (Vitoria)
La iglesia de San Pedro Apóstol es un templo gótico del siglo XIV ubicado en el Casco Viejo, entre las calles Herrería y Siervas de Jesús, de la ciudad de Vitoria (Álava, País Vasco, España). Por la pureza de su arquitectura interior y su riqueza escultórica, está considerado uno de los más bellos templos góticos del norte de España.
Actualmente, está considerada como BIC (Bien de Interés Cultural), siendo declarada Monumento histórico-artístico perteneciente al Tesoro Artístico Nacional mediante decreto de 3 de junio de 1931.

## Descripción
Adosado a la muralla de poniente, la mayor parte de la fábrica corresponde al siglo XIV. La torre es barroca, con cubo del siglo XVII y chapitel del XVIII, obra de Valerio de Ascorbe, muy parecido al de la torre de la cercana iglesia de San Miguel Arcángel. Entre 1892 y 1896 sufrió una restauración de la que se conserva el pórtico neogótico en el lado sur, obra del arquitecto vitoriano Fausto Íñiguez de Betolaza. Las vidrieras, fabricadas en Burdeos, por la casa Dagrant, fueron colocadas entre 1861 y 1901.

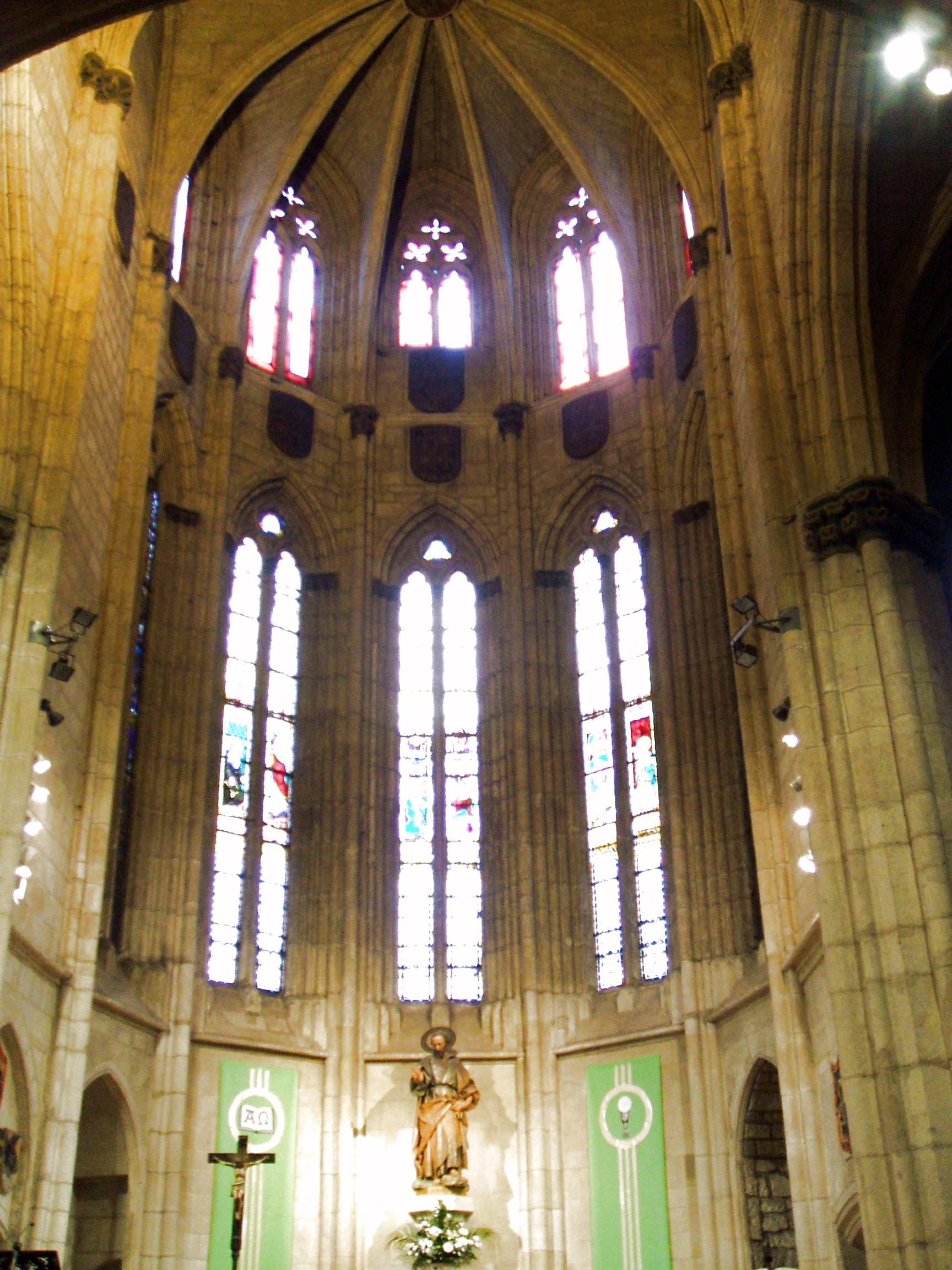
Cabecera de la iglesia.

### La fábrica
La iglesia tiene planta de cruz latina, con tres naves cortas divididas en tres tramos, siendo la nave central de mayor altura que las laterales, y nave transversal o transepto de cuatro tramos más el crucero. Todos los tramos están cubiertos con abovedamientos de arco de crucería sencilla, salvo el anterior de la nave central, sobre el coro, que es de bóveda con terceletes. Las intersecciones de los nervios llevan claves decoradas.
Los pilares son de núcleo cilíndrico ochavado con cuatro columnillas adosadas o bien cuadrados. Los que conforman el crucero, el transepto y el tercer tramo de la nave central están unidos por arcos diafragmas en entibo, siete en total, para fortalecer la fábrica de la estructura. Los capiteles de los pilares muestran una fina decoración de cardinas, vides, rosáceas, hileras de follaje y otros elementos vegetales, formando una faja continua.
La nave del Evangelio (septentrional) se abre a capillas laterales. La nave de la Epístola (meridional), que es más estrecha, da a la sacristía y a la Capilla de los Salvatierra-Adurza. Desde el brazo meridional del transepto se accede al baptisterio y al llamado Pórtico Viejo. El pie del edificio está tapiado por haber discurrido adosada a este lienzo la antigua muralla de la ciudad. 

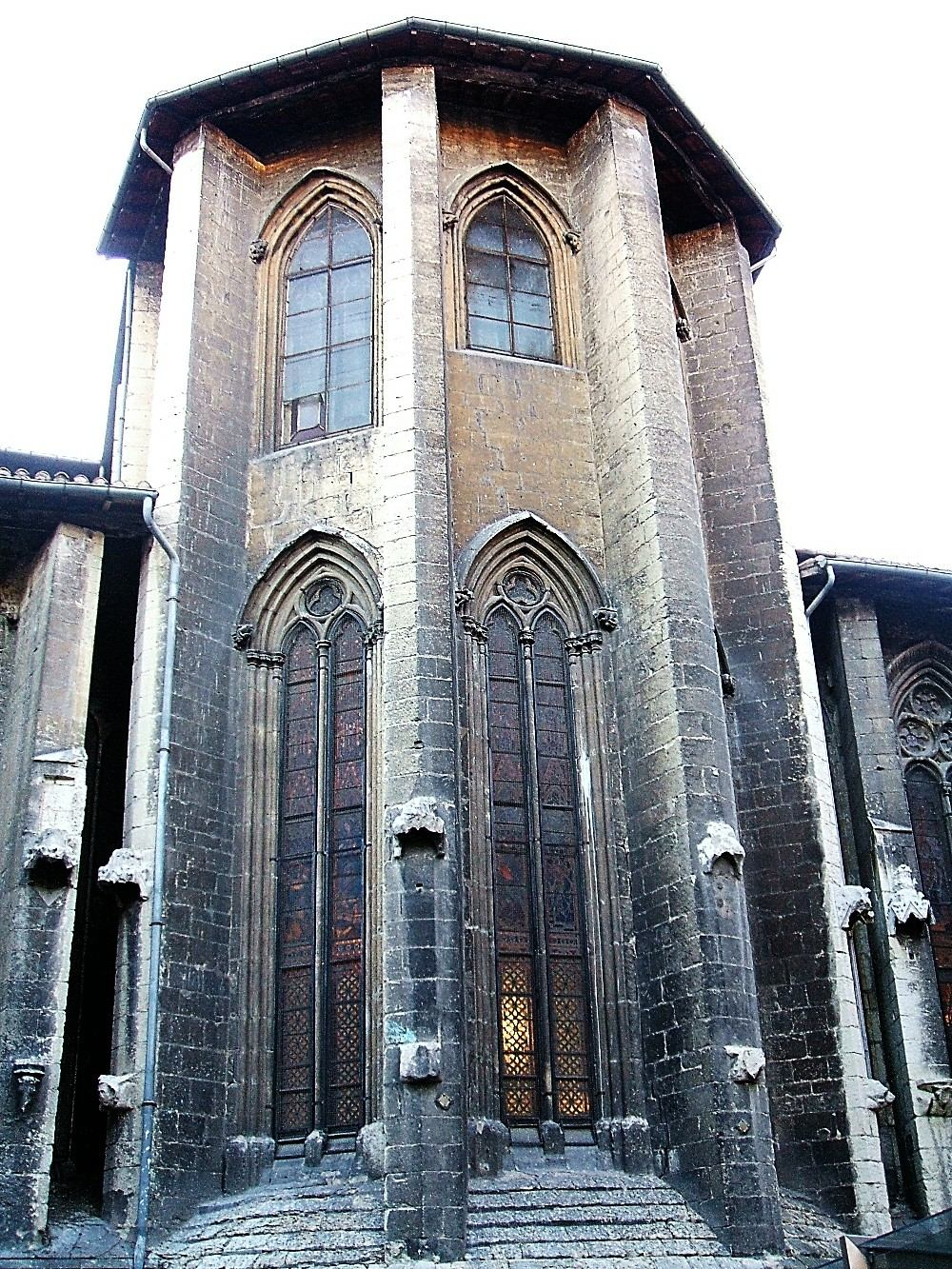
Ábside de la iglesia.

La cabecera está constituida por un ábside principal heptagonal y tres absidiolos pentagonales, uno a su lado derecho y dos al izquierdo, en los que se abren ventanales alargados, con arcos apuntados y baquetones en arquivoltas y jambaje. Presentan finos maineles y tímpanos calados por vanos trilobulados en la capilla mayor y por óculos tangentes floreados en las laterales. En el ábside de la capilla mayor existe además otra serie de ventanales superpuestos a los anteriores: son de menor derrame y tienen también parteluces y tímpanos abiertos por tres rosetas cuadrifoliadas. La esbeltez y elegancia de esta cabecera recuerdan la arquitectura de los templos de las órdenes mendicantes de Dominicos y Franciscanos.

### Mobiliario interior
Capilla Salvatierra-Adurza
Fundada en 1567 por Diego Martínez de Salvatierra y Antonia Martínez de Adurza, tiene bóveda estrellada. Quedó convertida en el pasaje de acceso a las naves cuando se abrió el pórtico neogótico. Contiene el sepulcro plateresco del fundador, recostado bajo arcosolio de medio punto con intradós almohadillado y flanqueado por dos columnas adosadas de orden corintio. En la pared de en frente cuelga un Cristo crucificado. Desde 1567 hasta finales del siglo XX esta capilla contuvo un conjunto funerario formado por el Descendimiento, óleo anónimo sobre tabla copiado de Hugo van der Goes, y tres relieves dorados y policromados con las efigies de los fundadores y Cristo Resucitado. En la actualidad, estas piezas se conservan en el Museo Diocesano de Arte Sacro de Álava.

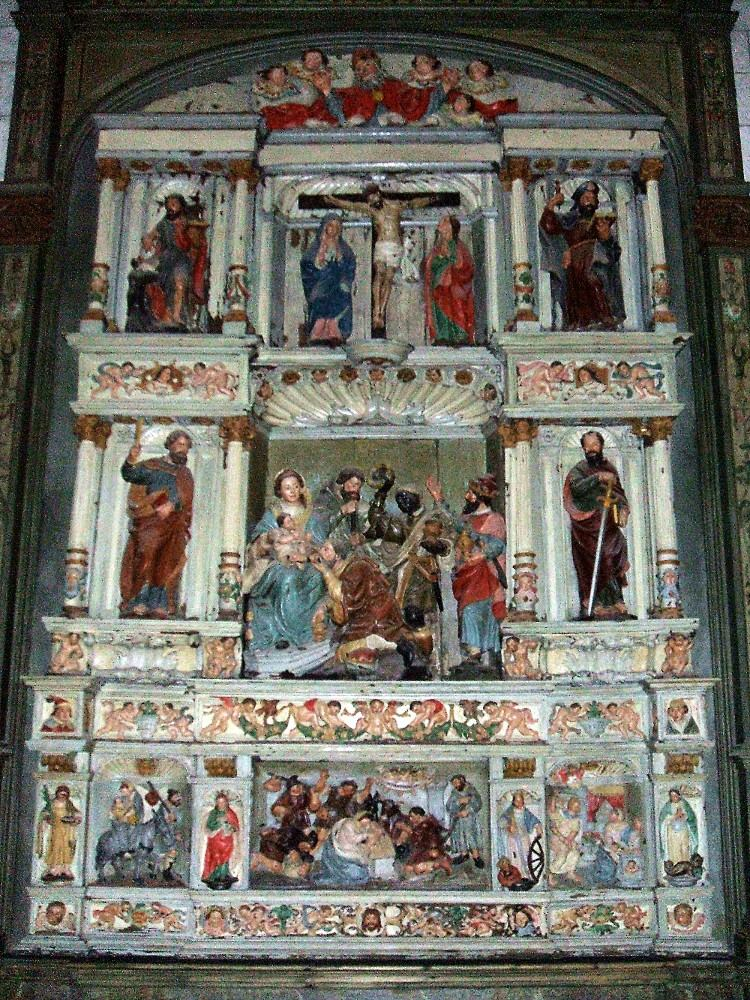
Retablo de los Reyes.

Tramo meridional del transepto
Con bóveda de terceletes, contiene el Retablo de los Reyes, obra plateresca avanzada del siglo XVI producida por el círculo del escultor vitoriano Juan de Ayala, que antiguamente presidió la Capilla Salvatierra-Adurza. Mazonería de tres calles y dos cuerpos. En la predela o banco figuran, entre imágenes de santos, las escenas de la Anunciación, el Nacimiento y la Huida a Egipto. En el centro, la Epifanía y las efigies de San Pedro y San Pablo. En el cuerpo superior, el Calvario entre las imágenes de Santiago Peregrino y San Juan. En el ático, relieve del Padre Eterno. En frente, el Retablo del Santo Ángel, pieza barroca facturada en 1624 por Juan de Angulo, procedente de la desaparecida iglesia de San Ildefonso. A su derecha, el baptisterio, con una talla de la Virgen del Amor Hermoso, de 1785

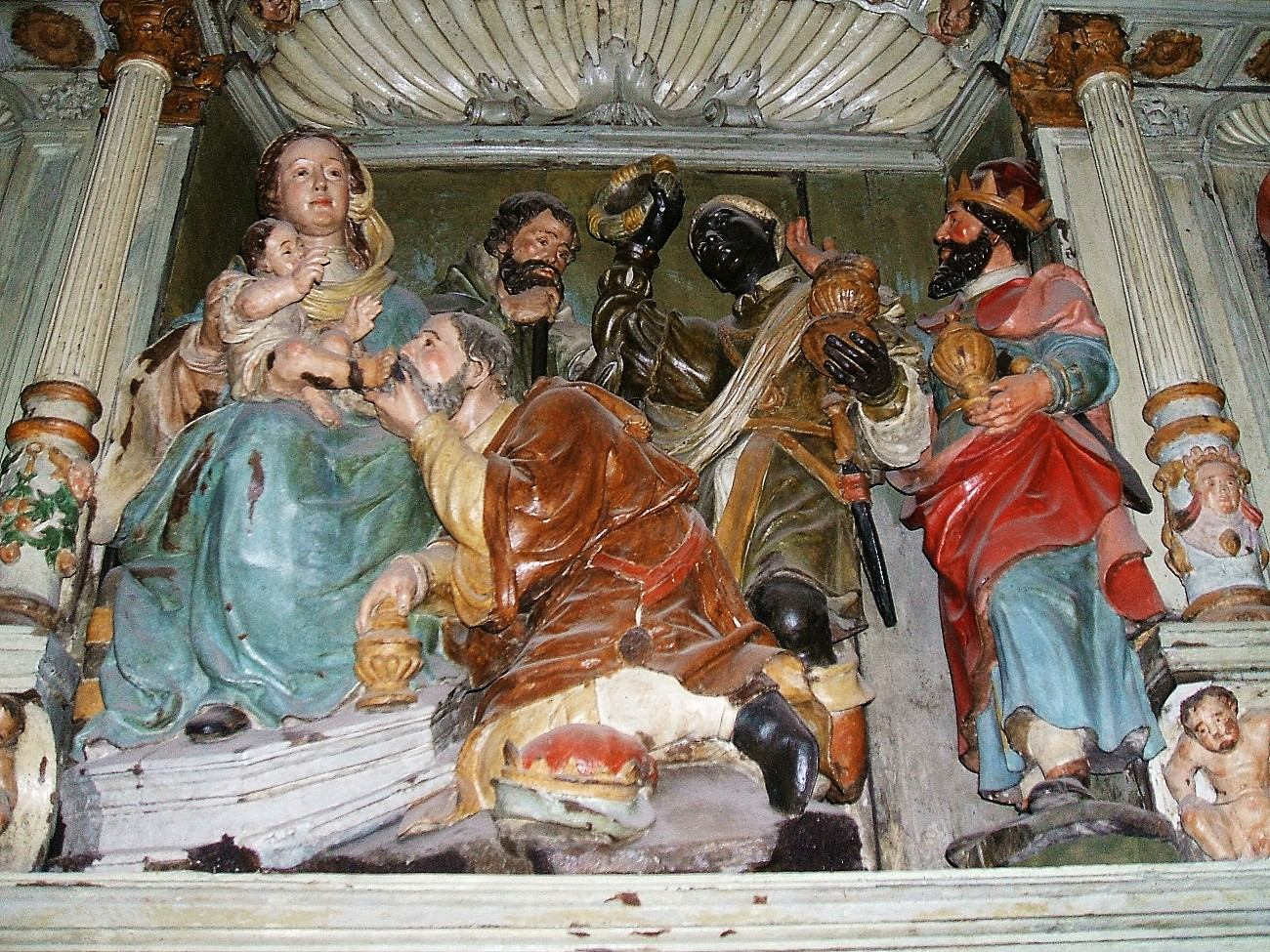
Epifanía
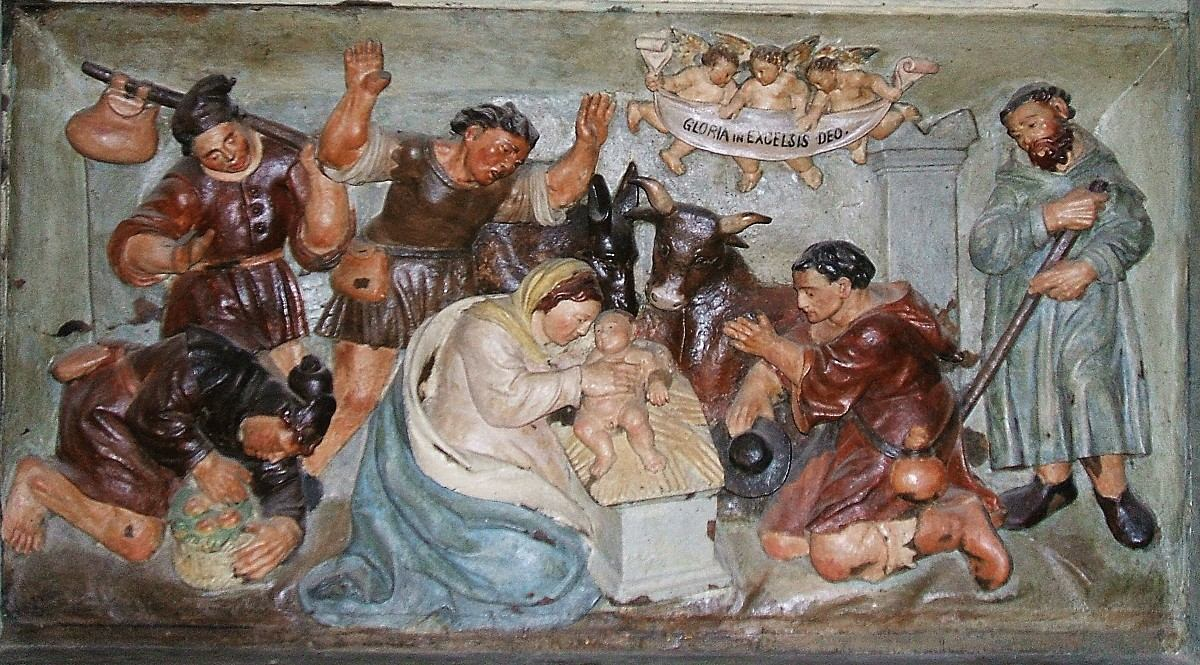
Adoración de los Pastores
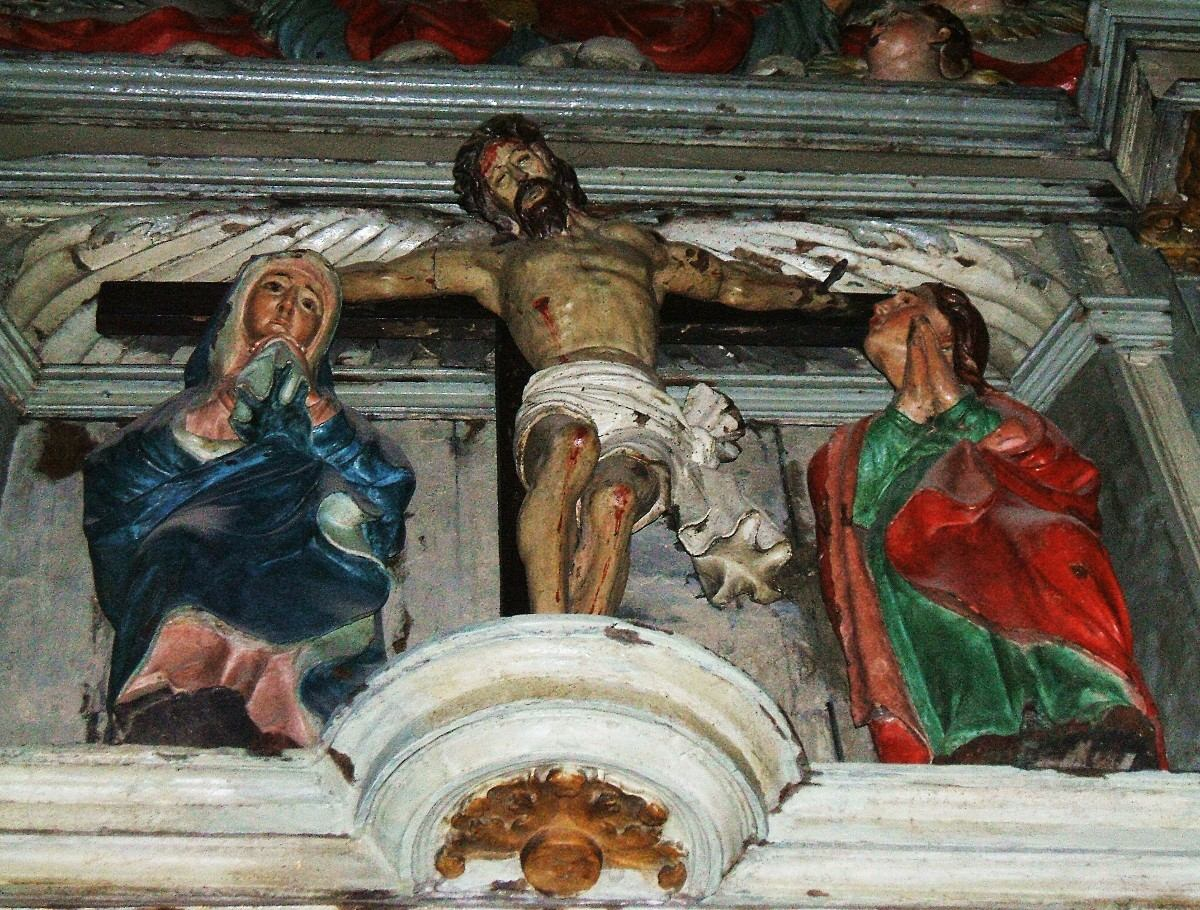
Calvario

Capilla de Nuestra Señora de Gracia
Acondicionada en el absidiolo que prolonga la nave de la Epístola, resguarda una imagen mariana en piedra de últimos del siglo XIV o comienzos del XV.

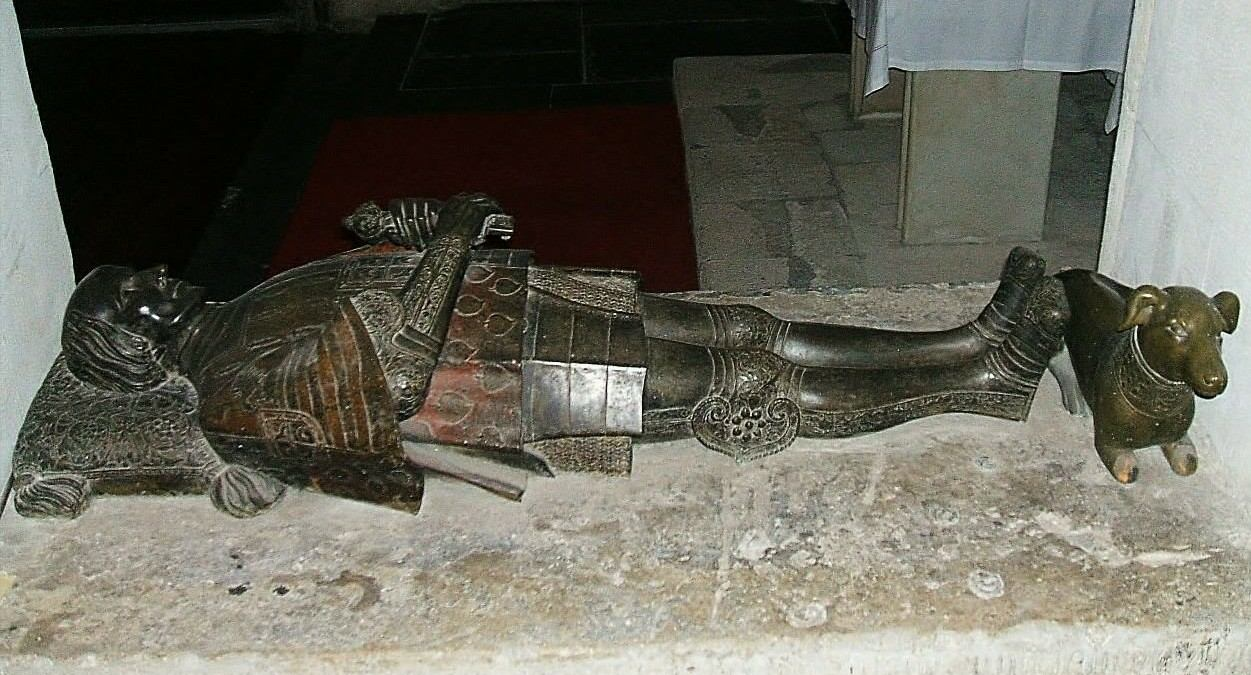
Sepulcro de Don Pedro Mtz. de Álava.

Capilla Mayor y presbiterio
Tras el altar, la imagen de San Pedro, obra moderna, de 1901, realizada por el escultor Font. El espacio acoge cuatro sepulcros. En el lado izquierdo del presbiterio, abriendo vano con la capilla de San Isidro y bajo arcosolio escarzano con trasdós apuntado que corona cinco escudos nobiliarios policromados, se sitúa el sepulcro de Don Pedro Martínez de Álava, con bulto yacente finamente trabajado en bronce, de la primera mitad del XVI. A su lado, en el ochavo contiguo del ábside, el sepulcro de su hijo Diego de Álava y Esquivel, obispo de Astorga, Ávila y Córdoba, asistente al Concilio de Trento y muerto en 1562. En el ochavo de su frente, en el lado derecho del ábside, sepulcro con bulto orante en bronce de finales del XVI de Juan Ruiz de Vergara, diputado general de Álava en 1585. A su lado, en el presbiterio, bajo otro arcosolio que abre vano con la capilla de Nuestra Señora de Gracia, el sepulcro yacente de Don Diego Martínez de Álava, fechable en los últimos años del siglo XIV.
Los maineles de la capilla mayor están coronados por escudos de los Maturana, líderes del bando de los Calleja durante los enfrentamientos que se dieron en la ciudad en el marco de las guerras de bandos en los siglos XIV-XV. Hay que tener en cuenta que este bando se reunía y hacía sus juntas en este templo, mientras que el bando rival de los Ayala lo hacía en la iglesia de San Miguel.
Capilla de San Isidro
Acondicionada en el absidiolo que prolonga la nave del Evangelio, contiene un relieve cuadrado con la imagen del santo titular, del siglo XVII, y un sepulcro de los García de Estella, plateresco del XVI.

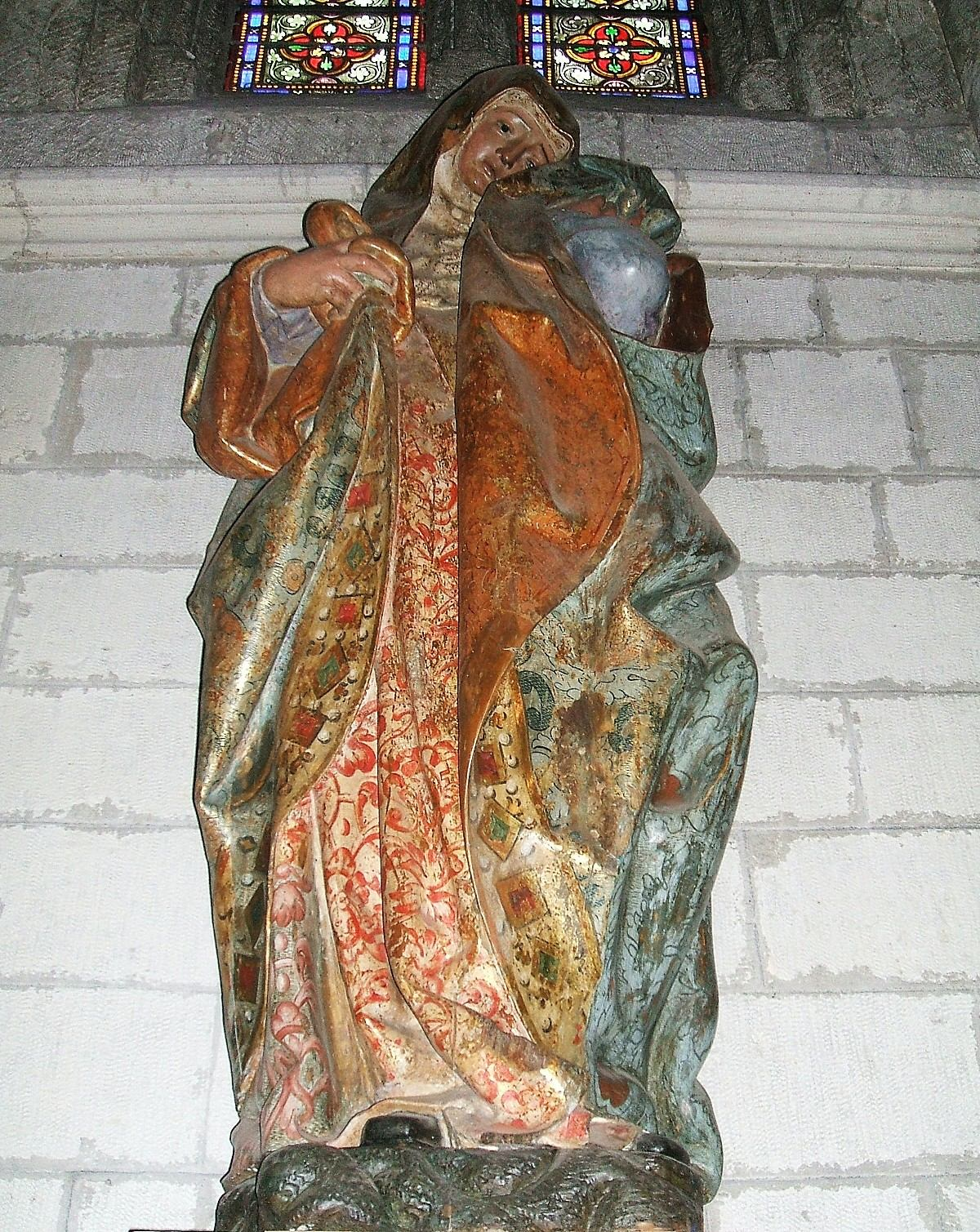
Virgen de los Dolores.

Capilla del Sagrario o de la Dolorosa
Acondicionada en el absidiolo más al norte, atesora la imagen de la Virgen de los Dolores, del siglo XVII, atribuida a Gregorio Fernández o bien a la escuela de Juan de Juni. Se trata de una talla dorada y estofada, procedente del demolido convento vitoriano de San Francisco. Junto a ella, en el espacio correspondiente a la prolongación del presbiterio, el sepulcro yacente bajo arcosolio de Doña María Martínez de Orraindi. A su frente, sobre un pilar, una talla de San Lucas, que antiguamente presidió la capilla homónima, hoy de San Antonio, datada en 1590. 

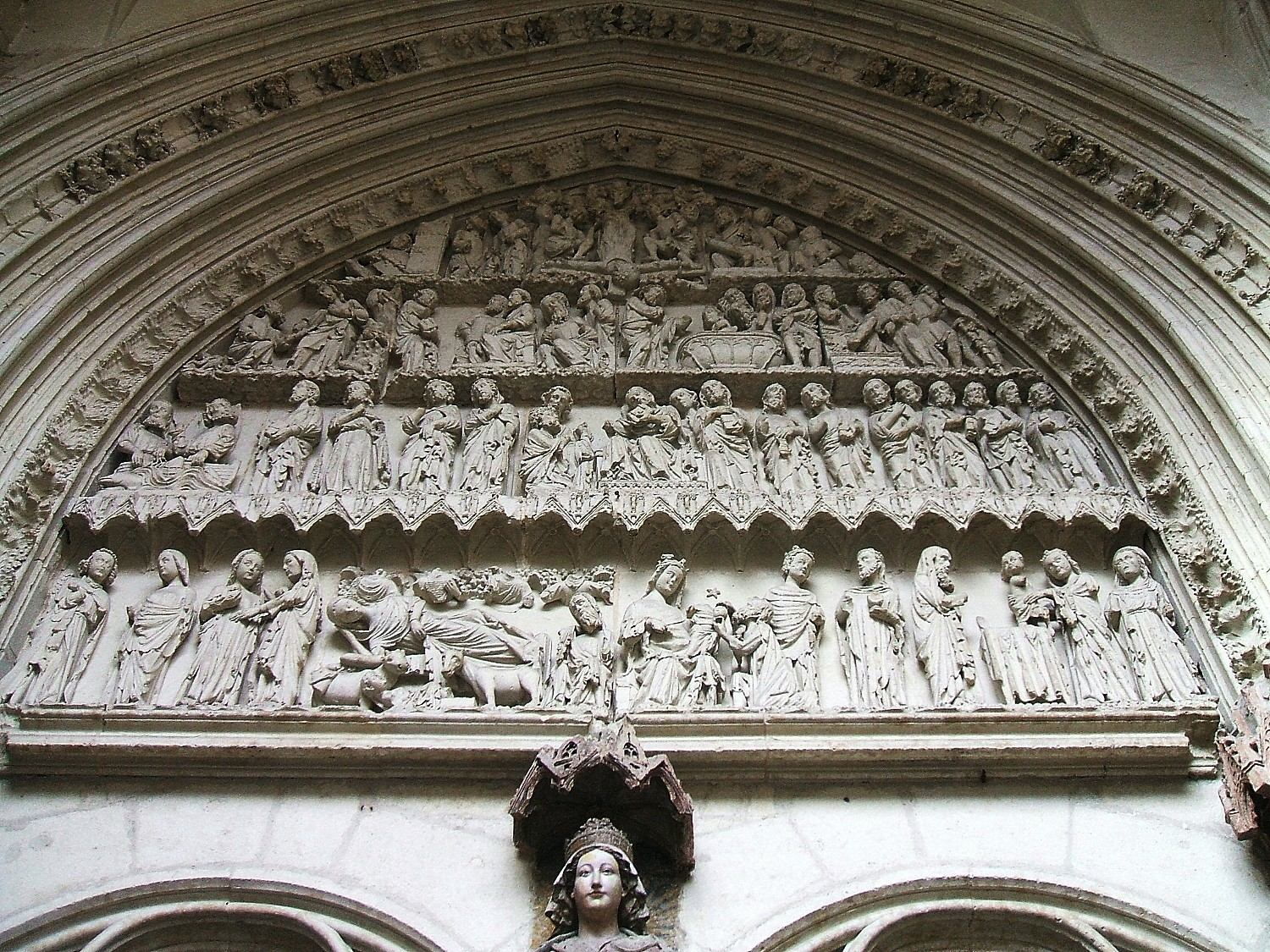
Pórtico Viejo, tímpano.

Capilla de la Virgen de Estíbaliz

Situada en el último tramo del brazo septentrional del transepto, tras él se abría la portada gótica visible desde el exterior. Retablo de la Virgen de Estíbaliz. En el testero se conserva una pequeña tribuna decorativa, a modo de falso triforio. A su frente, sobre un pilar, una talla de San Antonio Abad. 
Capilla de la Virgen del Pilar

Retablo barroco de la Virgen del Pilar.
Capilla de San Antonio

Anteriormente llamada de San Lucas, es obra de hacia 1590 y tiene bóveda estrellada. Retablo neogótico de San Antonio de Padua. El sepulcro de Doña María Martínez de Orraindi, quien mandó construir la capilla para ser enterrada en ella, y la citada talla de San Lucas, estuvieron originalmente aquí. 
Coro y sotacoro

El coro es de finales del siglo XV y el gran órgano, moderno, construido por Juan Melcher, data de 1925. En el sotacoro, retablo barroco del Santo Cristo e imagen del crucificado, de en torno a 1600.

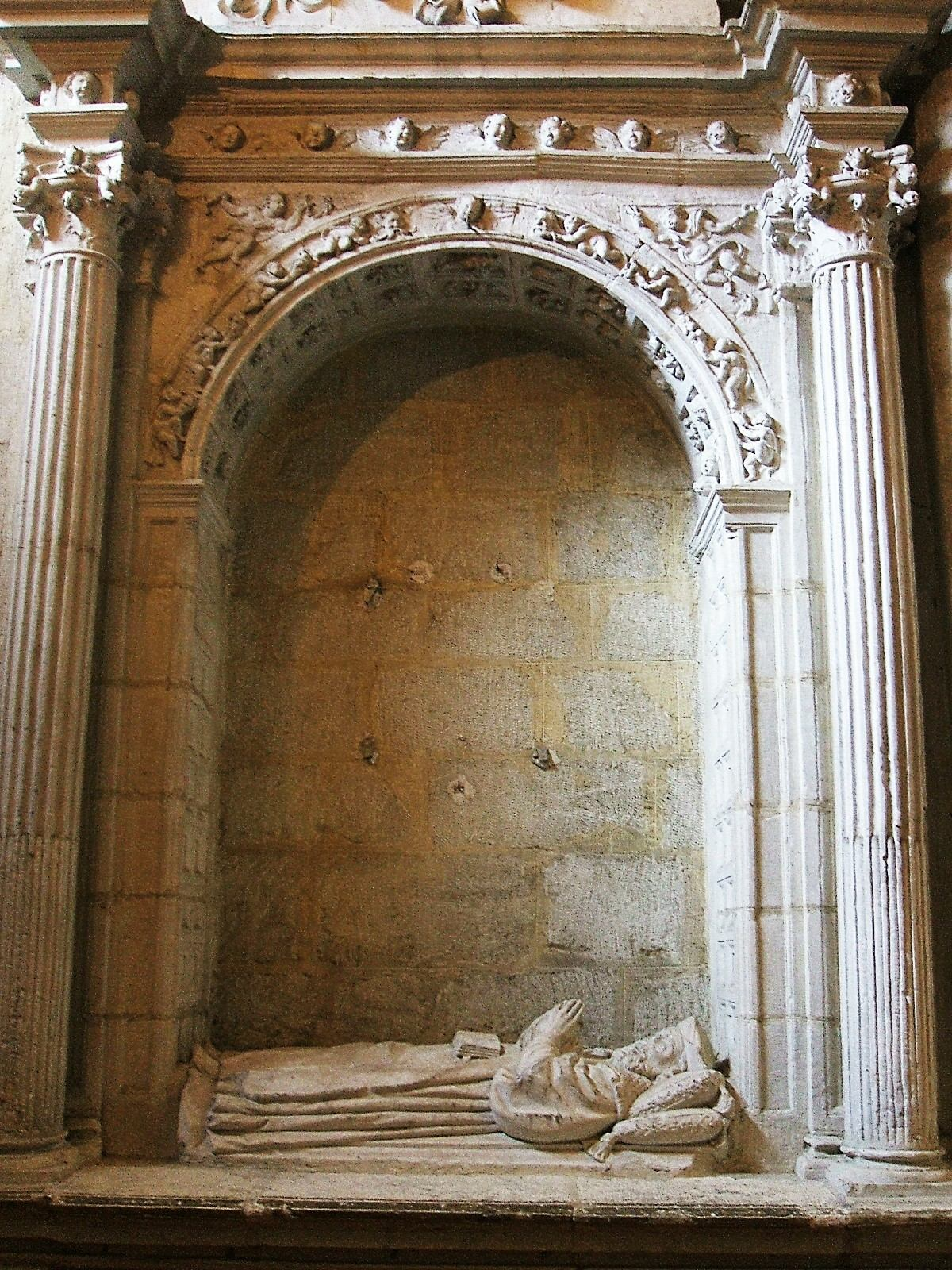
Don Diego Mtz. de Salvatierra
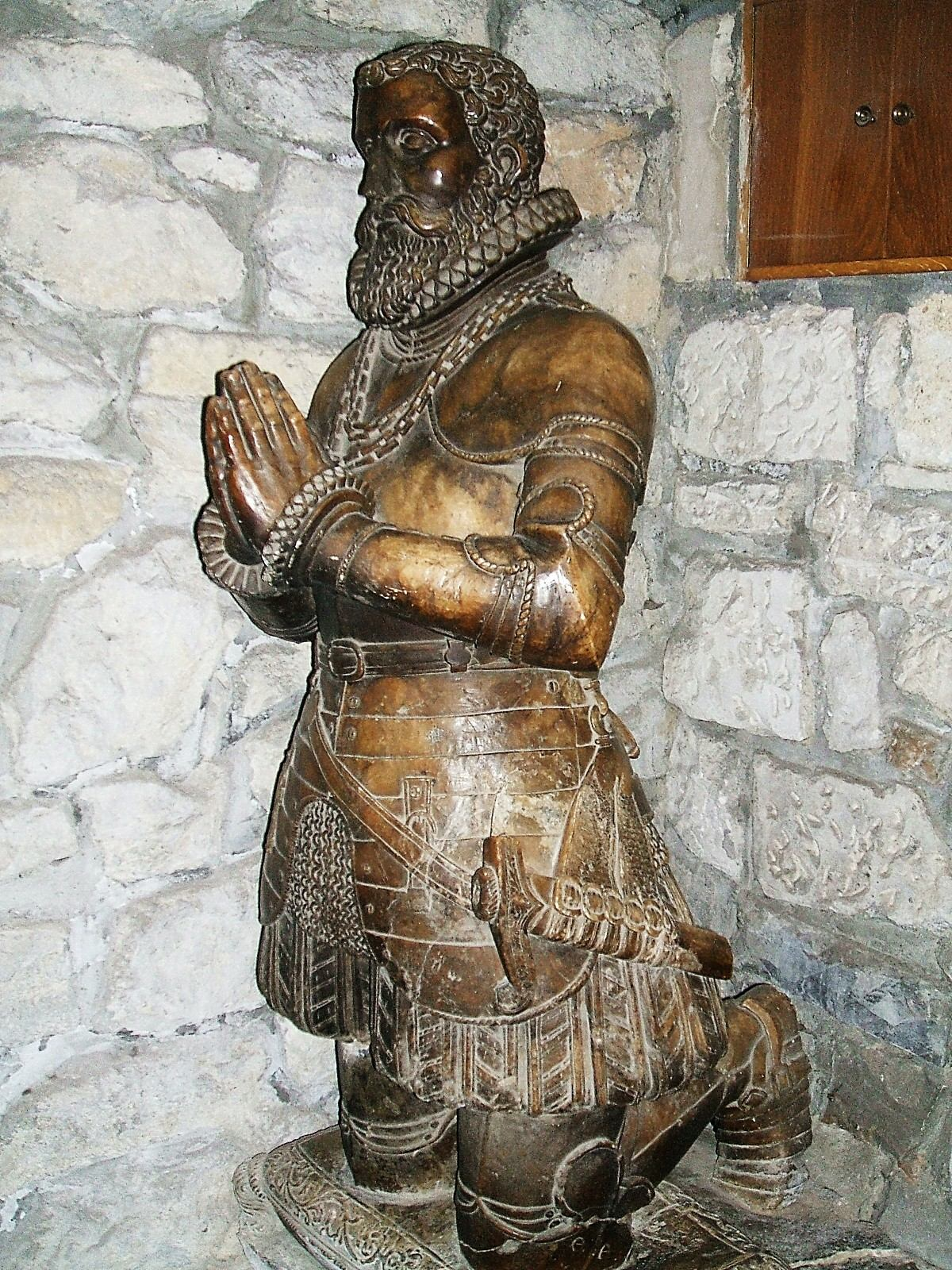
Don Juan Ruiz de Vergara
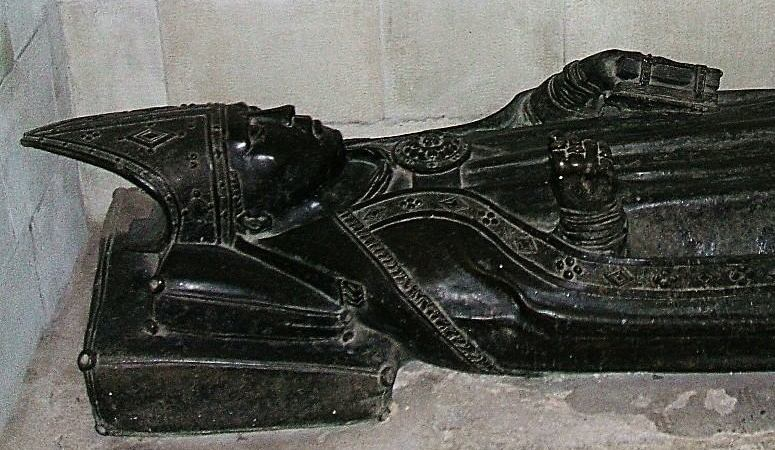
Obispo Don Diego de Álava Esquível
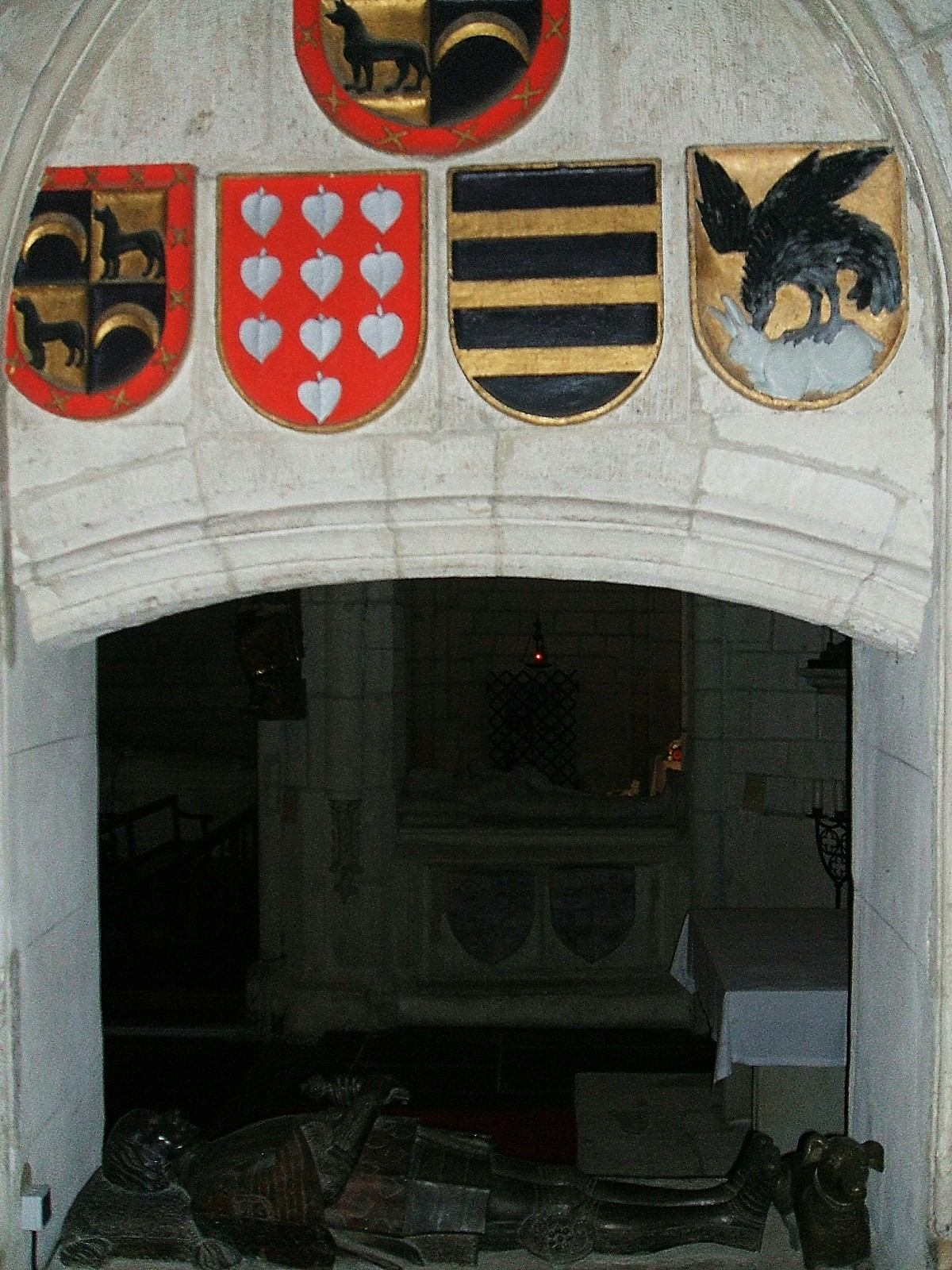
Don Pedro Mtz. de Álava
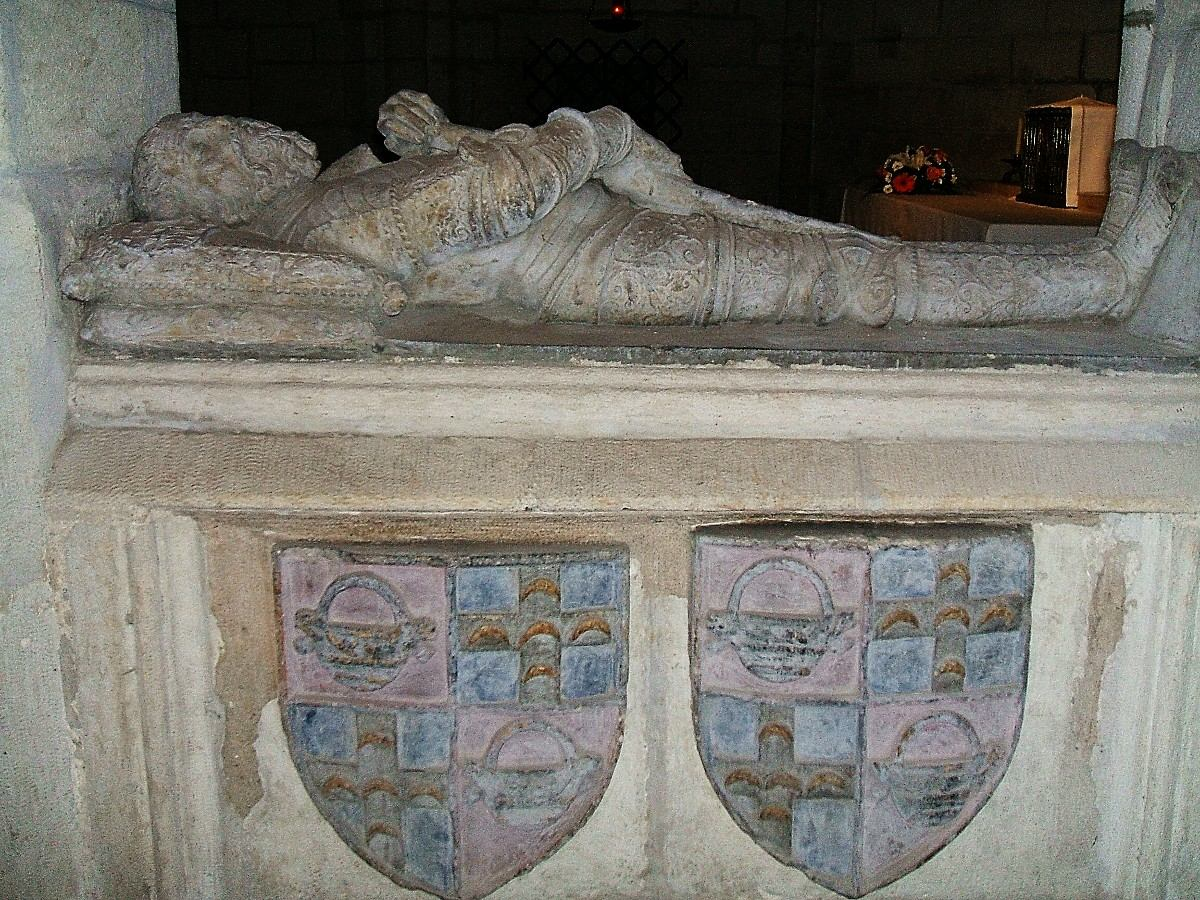
Sepulcro de los García de Estella
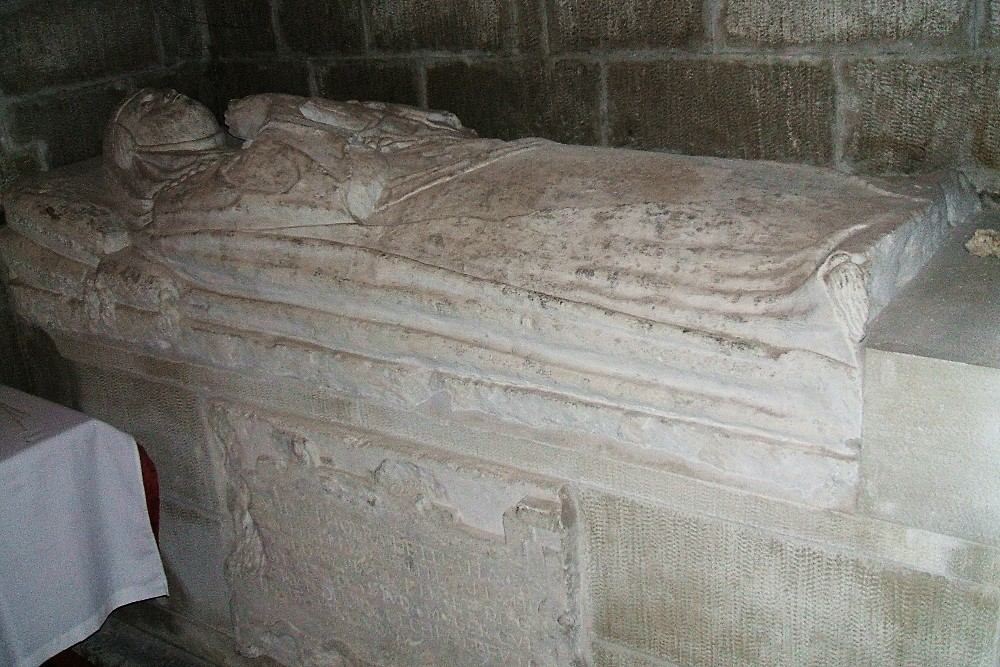
Doña María Martínez de Orraindi

### El Pórtico Viejo
Especial valor artístico atesora el pórtico del lado de levante, también del siglo XIV, que antiguamente permitía el acceso al templo por su cabecera y que da a la calle Herrería. Es Monumento Histórico-Artístico Nacional. La construcción encima de él de la torre barroca ocasionó algunas alteraciones en su arquitectura, aunque respetó las valiosas tallas labradas en piedra. La portada se articula mediante arquivoltas apuntadas decoradas que cobijan un amplio tímpano seccionado en cuatro fajas. La parte inferior se centra en escenas de la vida de la Virgen María y la infancia de Cristo, mientras que el resto lo hace en los momentos más importantes de la vida de San Pedro Apóstol, el apóstol tutelar del templo. La secuencia comienza con la llamada de Cristo al Pescador de Tiberiades y termina, en el extremo superior, con el martirio del apóstol.

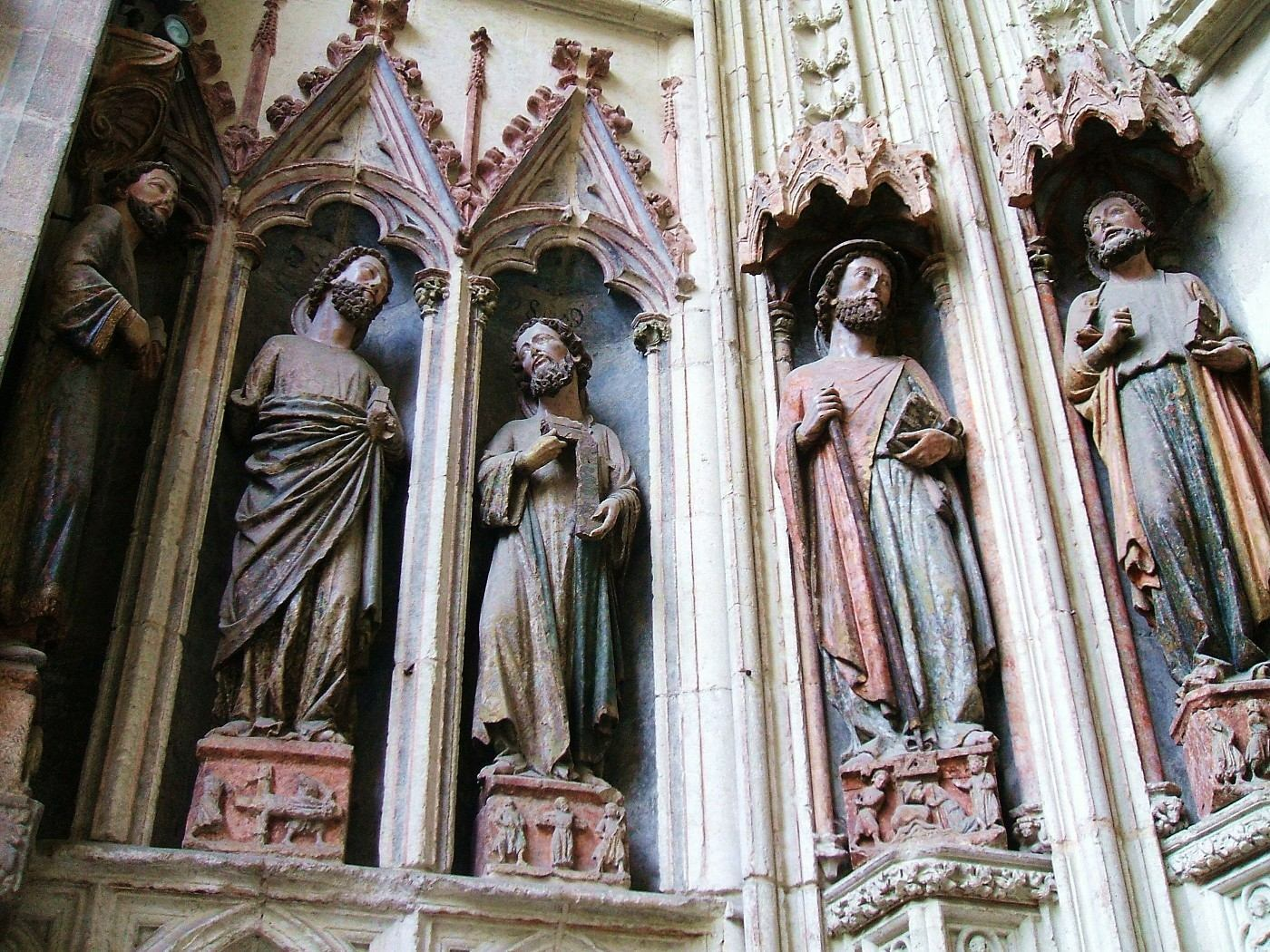
Pórtico Viejo, apostolado.

En la parte baja de la portada se apean las tallas policromadas de los doce apóstoles, cuatro de ellas situadas en las jambas y las demás discurriendo por los muros del pórtico. En el parteluz que separa las dos puertas enmarcadas por sendos arcos escarzanos con intradoses trilobulados se sitúa Santa María en majestad, también policromada, que pisa al dragón infernal y sostiene al Niño Jesús, hoy descabezado. Los bultos se apoyan en pedestales con relieves historiados y se cubren con pináculos truncados y gabletes. Son estatuas expresivas y naturalistas, de armónica elegancia, que recuerdan el estilo gótico de la catedral de Amiens. El Pórtico se halla guarnecido tras una cancela de hierro y una malla para impedir pasar a las abundantes palomas que pueblan la zona.

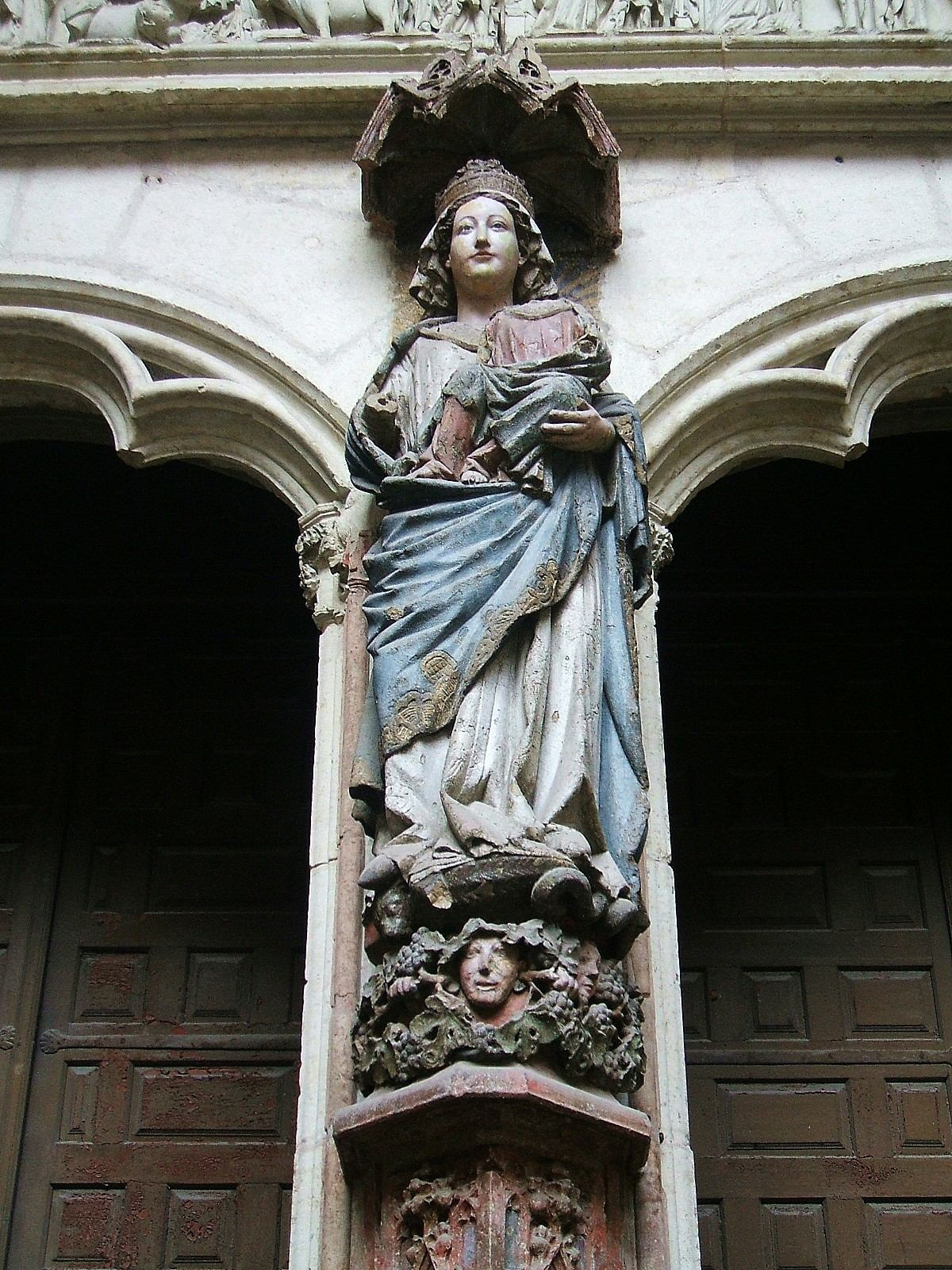
Pórtico Viejo, Virgen con el Niño.

## Actividad cultural
Además de las visitas guiadas, la parroquia viene siendo el escenario desde el año 2001 de unas audiciones de órgano ejecutadas durante el período estival por el Organista Titular Floren Unzueta y organizadas por el Ayuntamiento de Vitoria. En ellas, tras deleitarse con unas obras especialmente escogidas por el maestro, se invita al oyente a subir al coro del templo donde Unzueta le introducirá brevemente al órgano con una explicación didáctica del mismo.